# 平固店镇
平固店镇，是中华人民共和国河北省邯郸市广平县下辖的一个乡镇级行政单位。

## 行政区划
平固店镇下辖以下地区：
平南街村、平北街村、平东街村、平西街村、东王封村、南下堡村、北下堡村、韩固村、苗辛寨村、西里村、北王庄村、张大虎寨村、周庄村、东营村、前营村、后营村、常寨村、丁村、北吴村、大庙村、南吴村、南王封村、西王封村、崔庄村、东丁庄村、西丁庄村、靖庄村、小寨村、临河堡村和清漳村。